# Steghorn
Steghorn är en bergstopp i Schweiz.   Den ligger i distriktet Leuk och kantonen Valais, i den sydvästra delen av landet, 60 km söder om huvudstaden Bern. Toppen på Steghorn är 3 146 meter över havet, eller 254 meter över den omgivande terrängen. Bredden vid basen är 1,3 km.
Terrängen runt Steghorn är bergig åt sydost, men åt nordväst är den kuperad. Närmaste större samhälle är Sierre, 14,3 km söder om Steghorn. 
Trakten runt Steghorn består i huvudsak av gräsmarker. Runt Steghorn är det glesbefolkat, med 18 invånare per kvadratkilometer.